# 2007 v dopravě
Tento článek obsahuje seznam událostí souvisejících s dopravou, které proběhly roku 2007.

## Leden
- 1. ledna

 Na českých dálnicích a rychlostních komunikacích došlo ke spuštění elektronického mýta.
- 4. ledna

 Dvoupatrový autobus společnosti National Express jedoucí z londýnského letiště Heathrow do Aberdeenu havaroval. Dvě osoby zahynuly, 67 se jich zranilo.
- 5. ledna

 Zprovozněna byla Tchajwanská rychlodráha (台灣高速鐵路), která zkrátila cestovní dobu z Tchaj-peje do Kao-siungu na necelých 90 minut. Při jejím budování byla využita japonská technologie.
- 12. ledna

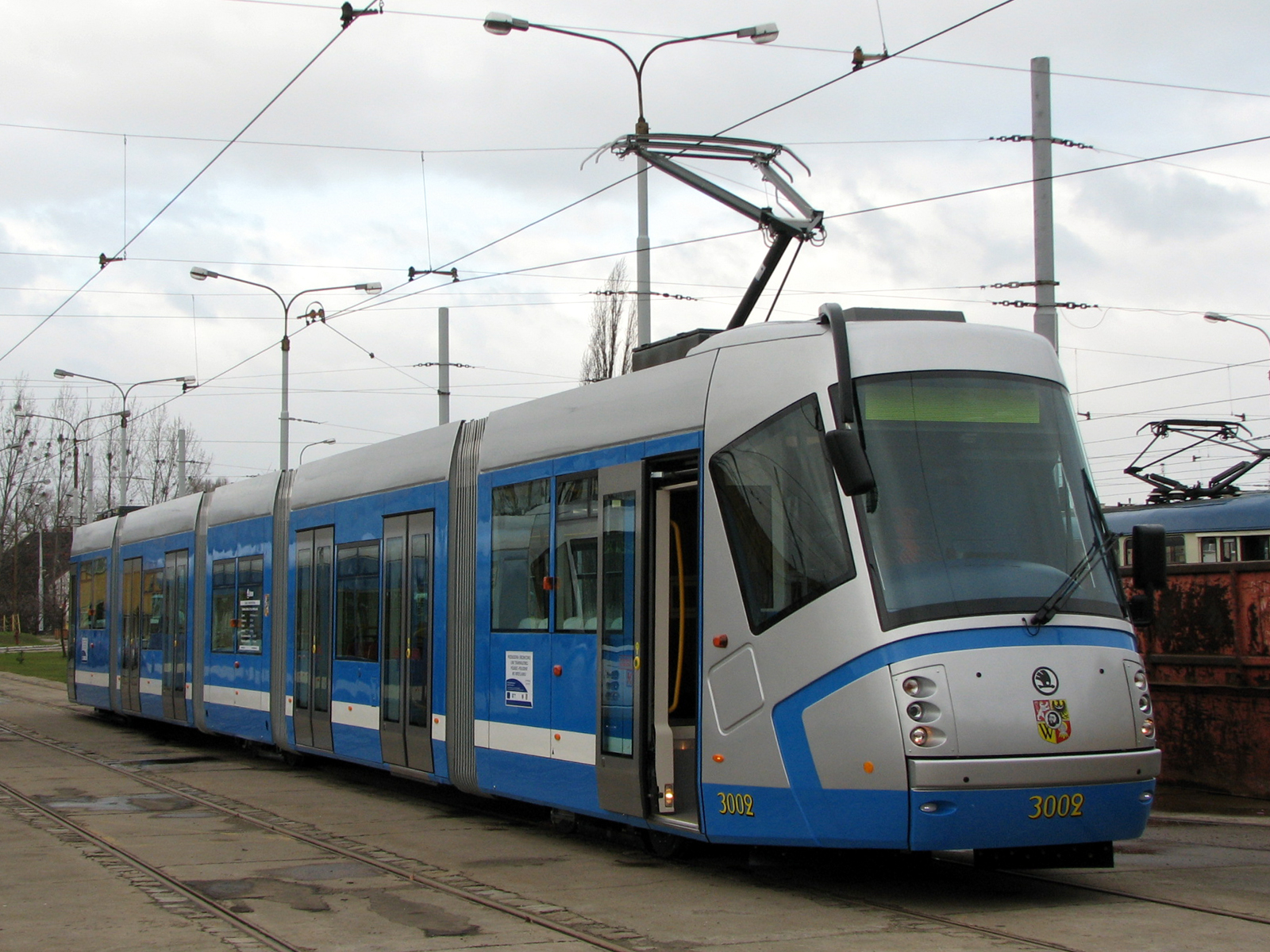
Tramvaj 16T ve Vratislavi

  Ve Vratislavi byly představeny první dvě soupravy ze 17kusové série pětičlánkových tramvají typu Škoda 16T pro toto polské město.
- 17. ledna

 V Tomské tramvajové síti byly do provozu zařazeny první tramvaje typu KTM-19; jedná se o první vozy z nových dodávek, které zde mají zajistit obnovu zastaralého vozového parku.

## Únor
- 12. února

 Na dálkovou linku Praha – Karlovy Vary vstoupil autobusový dopravce Student Agency.
- 13. února

 Francouzský rychlovlak TGV vytvořil na trase Paříž – Štrasburk nový světový železniční rychlostní rekord hodnotou 553 km/h.
- 24. února

 V Chotěboři se uvažuje o zřízení městského autobusového provozu.

## Březen
- 13. března

 Do Teplic bylo dodáno 16 nových autobusů pro příměstskou autobusovou síť.
- 16. března

 Po starém úseku Březno u Chomutova – Chomutov přes výhybnu Spořice, který musel ustoupit těžbě hnědého uhlí, projel poslední vlak. Po ukončení výluky začaly vlaky jezdit po přeložce přes stanici Droužkovice.
- 24. března

 V italské Padově byl spuštěna páteřní linka Translohru, nového systému MHD. Trasa spojuje nádraží, centrum a jižní část města.
- 31. března

 Francouzský rychlovlak TGV vytvořil na trase Paříž – Štrasburk nový světový železniční rychlostní rekord hodnotou 568 km/h.

## Duben
- 1. dubna

 Autobusový dopravce Student Agency poprvé vyjel na lince Praha – Zlín.
- 3. dubna

 Francouzský rychlovlak TGV vytvořil nový světový železniční rekord: 574,8 km/h.
- 10. dubna

 Zastupitelstvo Ho Či Minova Města schválilo výstavbu podzemní dráhy, první ve Vietnamu. Stavbu bude financovat z 83 % Japonsko a má být dokončena do roku 2013.
- 23. dubna

 Byly zahájeny zkušební jízdy na 250 km dlouhém úseku Eskişehir – Ankara, který je součástí budované vysokorychlostní trati o délce 533 km, která spojí Istanbul a Ankaru.
- 26. dubna

 Došlo k slavnostnímu ukončení modernizace koridorové železniční trati v úseku Břeclav – státní hranice se Slovenskem u Lanžhota.

## Květen
- 16. května

 Úřad maršálka Mazovského vojvodství zveřejnil vítěze výběrového řízení na dodávku 26 vložených 11 řídicích vozů pro příměstskou dopravu v okolí Varšavy. Vítězem se stala firma Bombardier.
- 17. května

  Poprvé od rozdělení Koreje na dva samostatné státy bylo zkušebně obnoveno železniční spojení mezi Severní a Jižní Koreou. Jeden vlak byl vypraven na 27,3 kilometru dlouhé trase z Munsanu do Kesongu a druhý na 25,5 kilometru dlouhé trase ze severokorejského letoviska Diamantová hora do Čečinu.
- 29. května

 Maďarská vláda vyhlásila výběrové řízení na prodej nákladního železničního dopravce MÁV Cargo.
- 30. května

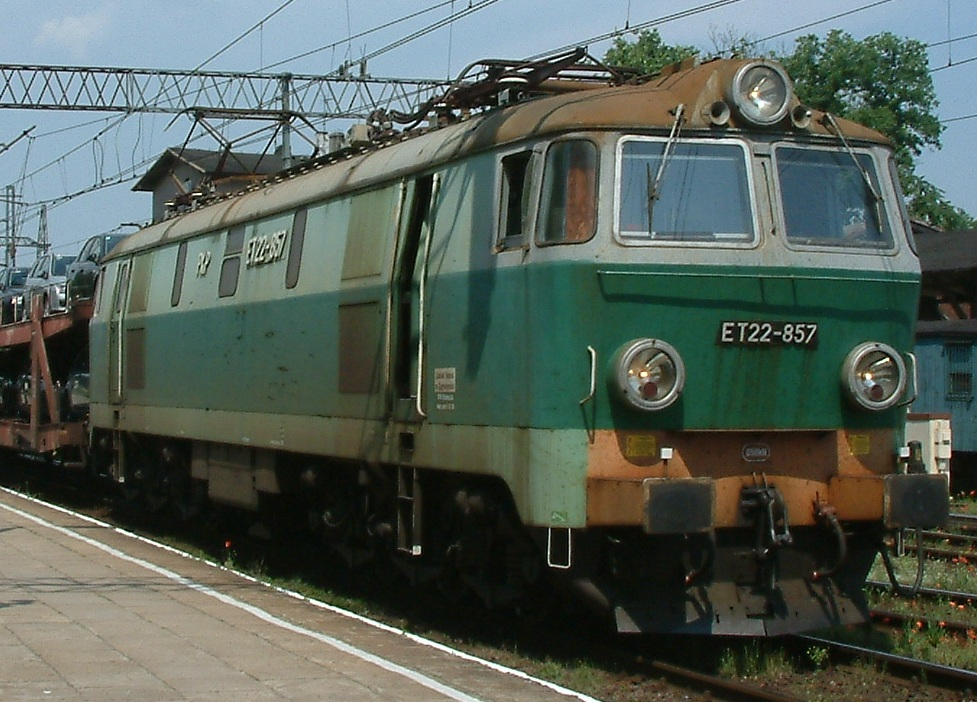
Lokomotiva ET22

  Po schválení Drážním úřadem začaly být na síti SŽDC provozovány polské elektrické lokomotivy řady ET22.
- 30. května

 Polský železniční dopravce PCC Rail dovezl první zásilku kontejnerů do nového terminálu Deepwater Container Terminal v přístavu Gdaňsk. Jednalo se o ucelený kontejnerový vlak z překladiště Euroterminal ve slezském Sławkówě. První lodí obslouženou v novém námořním terminálu se 1. června stala loď Götaland rejdaře Team Lines. Roční kapacita terminálu činí 500 000 TEU.
- 31. května

 Dopravní podnik Ostrava vypravil naposledy do provozu trolejbus typu Škoda 17Tr.

## Červen
- 10. června

 Do provozu byl uveden první úsek francouzské vysokorychlostní trati LGV Est. Úsek dlouhý 300 km spojil Vaires-sur-Marne poblíž Paříže s Baudrecourtem. Na trase Paříž – Štrasburg o délce 504 km tím došlo ke zkrácení jízdní doby expresních vlaků z původních 3 hodin a 50 minut na 2 hodiny a 20 minut.
- 15. června

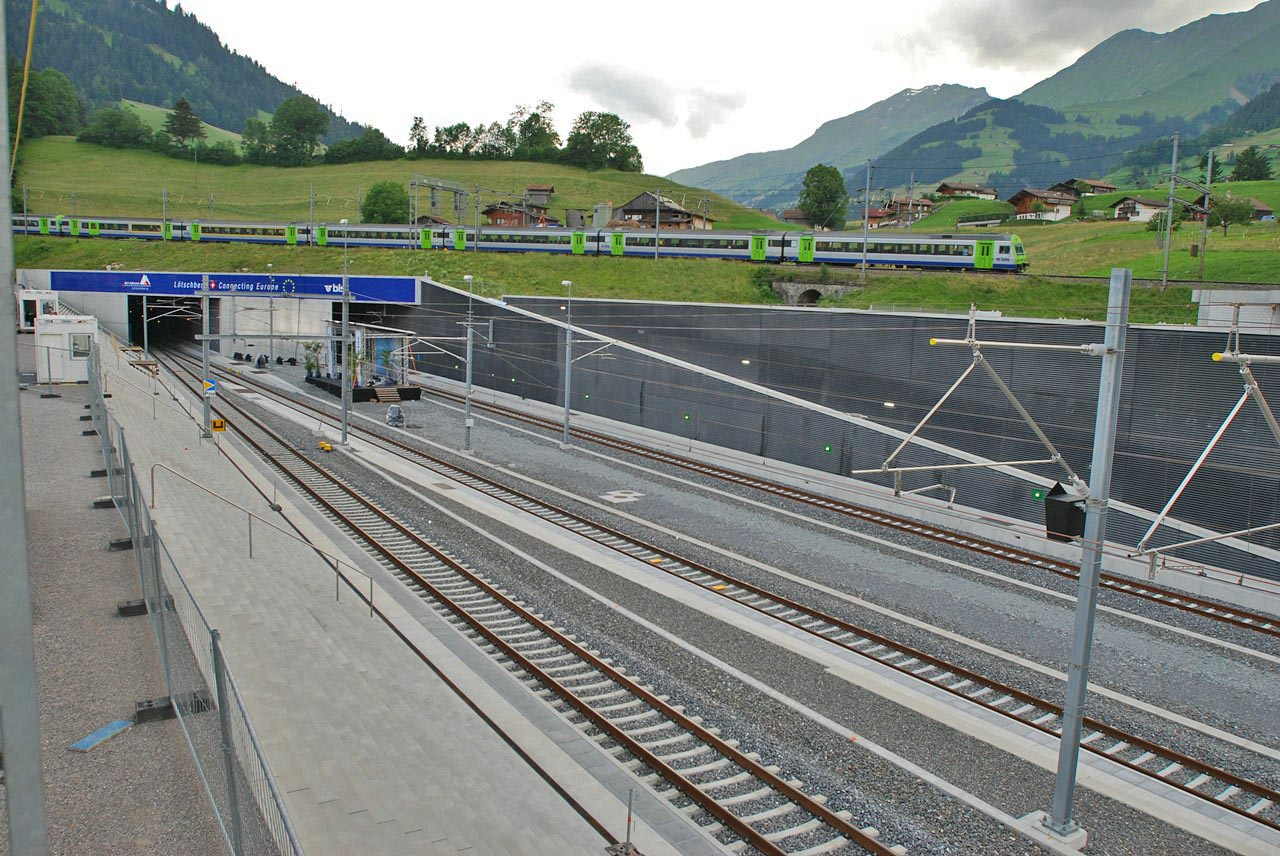
Severní portál Lötschberského úpatního tunelu

 Byl slavnostně otevřen nový železniční Lötschberský tunel dlouhý 34,577 km.
- 16. června

 Nizozemská královna Beatrix slavnostně otevřela 160 km dlouhou železniční trať Betuwe, která spojila přístav Rotterdam s německou hranicí. Trať je určena výhradně pro nákladní dopravu. První nákladní vlak projel po trati 18. června.
- 27. června

  Dozorčí rada koncernu Deutsche Bahn schválila majetkový vstup své dceřiné společnosti Railion do největšího britského železničního nákladního dopravce EWS.

## Červenec
- 31. července

 Po 14 letech pravidelného provozu byl ukončen provoz osobních vlaků na síti Põlevkivi Raudtee pro dopravu horníků mezi městem Jõhvi a dolem Estonia

## Srpen
- 20. srpna

 Ve varšavském tramvajovém provozu vyjela poprvé do pravidelného provozu z cestujícími nová pětičlánková tramvaj typu 120N o délce 32 m, kterou vyrobila firma PESA Bydgoszcz.
- 21. srpna

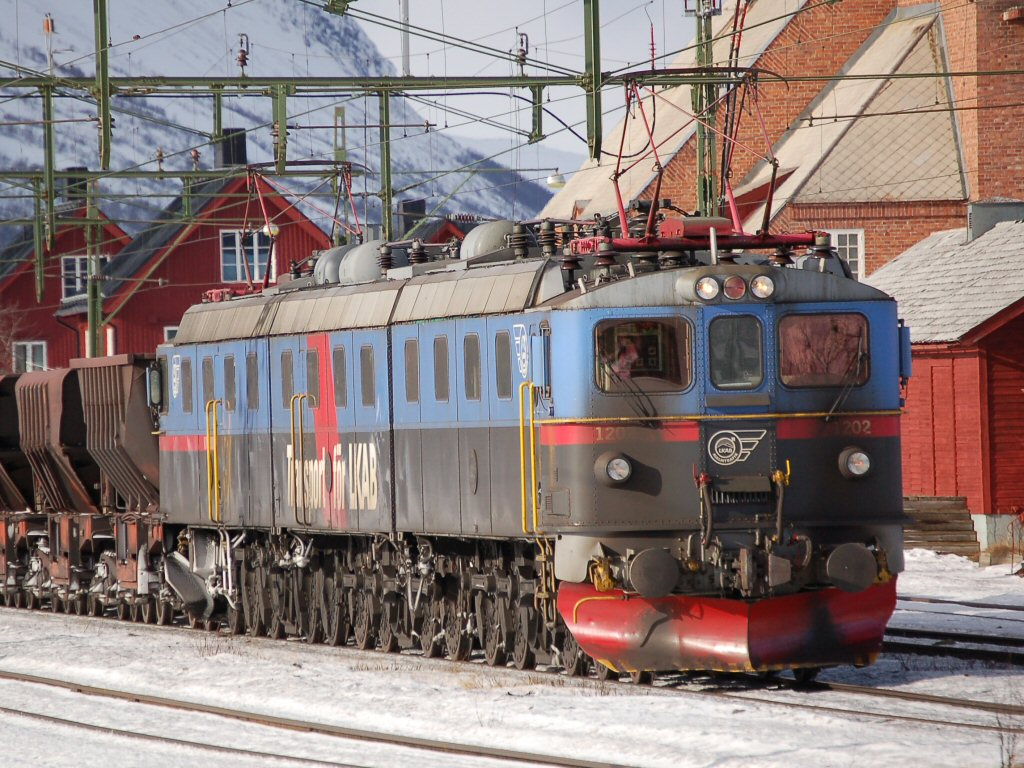
Třídílná elektrická lokomotiva Dm3

 Těžební společnost LKAB oznámila nákup dalších elektrických lokomotiv IORE a s tím související ukončení provozu lokomotiv Dm3.
- 23. srpna

 Společnost PKP Przewozy Regionalne převzala od výrobce Pojazdy Szynowe PESA první soupravy z 11kusové série elektrických jednotek řady ED74.
- 30. srpna

 Moskevské metro se rozrostlo o další jeden úsek s novou stanicí; na desáté lince byl otevřen úsek Čkalovskaja – Trubnaja, Trubnaja se zároveň stala tak 173. stanicí. Budovala se již od roku 1984.

## Září
- 11. září

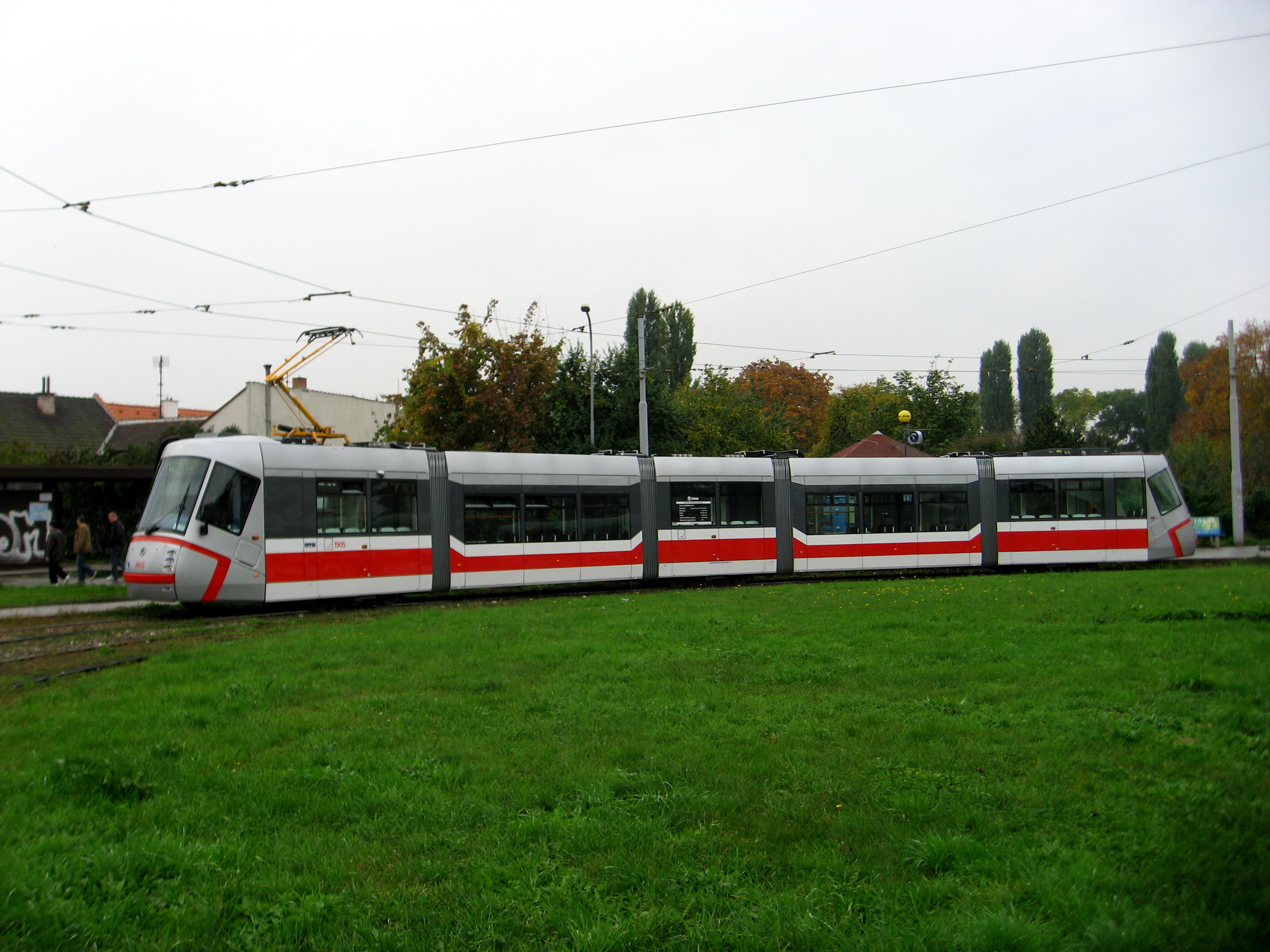
Tramvaj typu Škoda 13T v Brně

 Do Brna byla přivezena první nová nízkopodlažní tramvaj Škoda 13T. Tento rok by měl být dodán ještě jeden vůz, do roku 2011 pak celkově 20 těchto vozidel.

## Říjen
- 5. října

 Na hlavním nádraží ve Vilniusu představila firma Siemens Transportation Systems první lokomotivu řady ER20 CF z 34kusové série pro Lietuvos geležinkeliai.
- 17. října

  Do Churchillu v Kanadě dorazila první nákladní loď z ruského Murmansku po nové námořní trase Arktický most.

## Listopad
- 8. listopadu

 Plzeňská Škoda dokončila výrobu 100. nízkopodlažní tramvaje. Jedná se o tramvaj typu 14T pro pražský dopravní podnik.

## Prosinec
- 1. prosince

 Oddělením od Českých drah vznikla jejich dceřiná společnost ČD Cargo. Ta bude mít na starosti nákladní dopravu.
 V Liberci poprvé vyjely autobusové a tramvajové noční linky.
- 2. prosince

 Zprovozněn byl nový úsek dálnice D1 Ostrava, Rudná – Bohumín.
- 17. prosince

 Dálnice D3 se rozrostla o úsek Mezno – Chotoviny.
- 22. prosince

 Otevřen byl španělský tunel Guadarrama dlouhý 28,418 km.